# Ōmi-gun
Ōmi (jap. 邑美郡, Ōmi-gun, auch: Ōmi no kōri) war bis 1896 ein Landkreis der japanischen Präfektur (-ken) Tottori, früher der antiken Provinz Inaba.

## Geschichte
Am 1. Januar 1889 wurde Tottori als kreisfreie Stadt (-shi) Tottori vom Landkreis Ōmi unabhängig. Zugleich fand eine Gliederung des übrigen Landkreises in sechs Dörfer statt.
Am 29. März 1896 wurden die Landkreise Ōmi, Hōmi und Iwai zum Landkreis Iwami zusammengefasst.